# MetroCentro (Seville)
A MetroCentro egy egyetlen vonalból álló villamosüzem Spanyolországban, Andalúziában, Sevilla városközpontjában. A villamosüzem normál nyomtávolságú, az áramellátás felsővezetékről történik. 2007 októberében kezdte meg működését. Összesen 5 állomása van, melyet 4 CAF Urbos 3 sorozatú szerelvény szolgál ki. A villamost a TUSSAM (Transportes Urbanos de Sevilla, Sociedad Anónima Municipal) üzemelteti, amely önkormányzati tulajdonú társaság, feladata a sevillai busz- és villamosrendszer üzemeltetése.
A villamossal a Sevillai metró és a Cercanías Sevilla is elérhető.

## Áttekintés
Jelenleg a szolgáltatás csak öt megállóból áll, a Plaza Nueva, az Archivo de Indias, a Puerta de Jerez, a Prado de San Sebastián és a San Bernardo, a projekt I. szakaszának részeként. A vonalat várhatóan meghosszabbítják a Estación de Sevilla-Santa Justa AVE állomásig, és négy új megállót is létrehoznak: San Francisco Javier, Eduardo Dato, Luis de Morales és Santa Justa. A II. szakasz építésének 2008 végén kellett volna megkezdődnie, de 2018-ig elhalasztották. A városi tanács elsőbbséget biztosított a sevillai metróvonal meghosszabbításának.
A projekt munkái 2005 közepén kezdődtek, és első szakasza 2007 őszére fejeződött be. Az új 1,4 km hosszúságú, és 7 Urbos villamos szolgálja ki, amelyeket a spanyol Construcciones y Auxiliar de Ferrocarriles gyártott.
A kezdetektől fogva azt tervezték, hogy a Metrocentro rendszer egy részének képesnek kell lennie arra, hogy szabadon futhasson a felsővezeték nélkül is. A város eredetileg azt tervezte, hogy a felsővezetékeket 2008-ig eltávolítják a székesegyház környékéről.
Több alkalommal Sevilla városának le kellett bontania a felsővezetékeket, hogy húsvétkor korlátlanul haladhassanak a felvonulások; a gördülőállomány építője fizette ennek a többletköltségét.
Kezdetben a rendszer a sevillai metró járműveivel működött, amely csak 2009-ben kezdte meg működését. A végső rendszer, amelyet a 2011-es nagyhét óta használnak, az ACR (Acumulador de Carga Rápida) nevű technológiát használja, ezek gyorsan töltődő akkumulátorok, amelyeket a spanyol CAF fejlesztett ki és szabadalmaztatott.

## Bővítési tervek
A sevillai városvezetés 2018 márciusában jelentette be, hogy a villamosvonalat meghosszabbítják a jelenlegi San Bernardo végállomásától Santa Justa pályaudvarig, megkönnyítve az átszállást a nagysebességű AVE- és a helyközi vonatokra. A meghosszabbítás rövid távon alagútban haladna az Avenida de Ramón y Cajal és az Avenida San Francisco Javier között, egyébként az utca középső részén fog futni. Összesen további négy megálló épül a vonalon. Az előrejelzések szerint a projekt befejezése 2020-ban történik meg, építési költsége 49 millió euró lesz.